# شکارچی جایزه‌بگیر

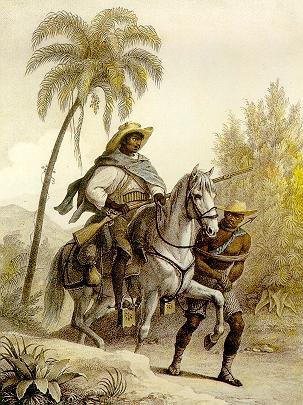
شکارچی جایزه بگیر آفریقایی-برزیلی در جستجوی برده‌های فراری۱۸۲۳.

شکارچی جایزه‌بگیر فردی است که فراری‌ها را برای کسب جایزه نقدی شکار می‌کند. عناوین حرفه‌ای دیگری که در ایالات متحده برای این حرفه استفاده می‌شود عبارت هستند از مأمور اجرای آزادی به قید ضمانت، مأمور وثیقه، مأمور استرداد، مأمور استرداد وثیقه یا مأمور استرداد فرد فراری. انجمن ملی مأمورین استرداد فراریان، انجمن حرفه‌ای نماینده این صنعت است.

## شکارچیان جایزه بگیر در غرب قدیم
در سال ۱۸۷۲، دیوان عالی مقرر نمود که شکارچیان جایزه بگیر بخشی از نظام اجرای قانون ایالات متحده هستند.

## دوران جدید در ایالات متحده
در عصر مدرن، شکارچیان جایزه بگیر با عنوان مأمورین اجرای وثیقه شناخته می‌شوند و بیشتر افرادی را دستگیر می‌کنند که با متوسط درآمد ۲۶ هزار تا ۷۵ هزار دلار از وثیقه فرار کرده‌اند.